# Krzyż przydrożny
Krzyż przydrożny – niewielka budowla kultu religijnego w formie krucyfiksu lub krzyża różnego typu (krzyż łaciński, krzyż prawosławny, karawaka i inne) stawiana przy drogach, rozstajach dróg czy ich skrzyżowaniach.
Krzyże stawiano by uczcić jakieś ważne wydarzenie, czy potwierdzić swoje religijne zaangażowanie. Budowano je w podzięce za uratowanie życia, czy otrzymanie łaski. Były też znakami granicznymi, które wyznaczały koniec i początek wsi czy drogowskazami. Karawaki chroniły przed epidemiami. W Polsce występuje też zwyczaj  stawiania przy drogach krzyży upamiętniających tragiczną śmierć w wypadkach drogowych.
Krzyże wykonywane są z różnych surowców. Przykładem są krzyże z Chrystusem wyciętym z blachy. Powstawały głównie w okresie od II poł. XIX do  poł. XX w.